# Distrikt San Jerónimo de Tunán
Der Distrikt San Jerónimo de Tunán liegt in der Provinz Huancayo der Region Junín im zentralen Westen Perus. Der Distrikt wurde am 5. Oktober 1854 gegründet. Er hat eine Fläche von 21 km². Beim Zensus 2017 lebten 12.228 Einwohner im Distrikt. Im Jahr 1993 betrug die Einwohnerzahl 8268, im Jahr 2007 9658. Der Distrikt ist deckungsgleich mit der gleichnamigen Stadt San Jerónimo de Tunán. San Jerónimo de Tunán liegt auf einer Höhe von 3274 m und befindet sich 15 km nordnordwestlich der Provinz- und Regionshauptstadt Huancayo.

## Geographische Lage
Der Distrikt San Jerónimo de Tunán liegt im Andenhochland im Nordwesten der Provinz Huancayo. Er befindet sich am linken östlichen Flussufer des nach Südosten strömenden Río Mantaro südlich der Stadt Concepción.
Der Distrikt San Jerónimo de Tunán grenzt im Südwesten an den Distrikt Orcotuna, im Nordwesten an den Distrikt Concepción (beide vorgenannten Distrikte liegen in der Provinz Concepción), im Norden an den Distrikt Quichuay, im Nordosten an die Distrikte Ingenio und Quilcas sowie im Südosten an den Distrikt Saño.